# Dörnberg-Viertel

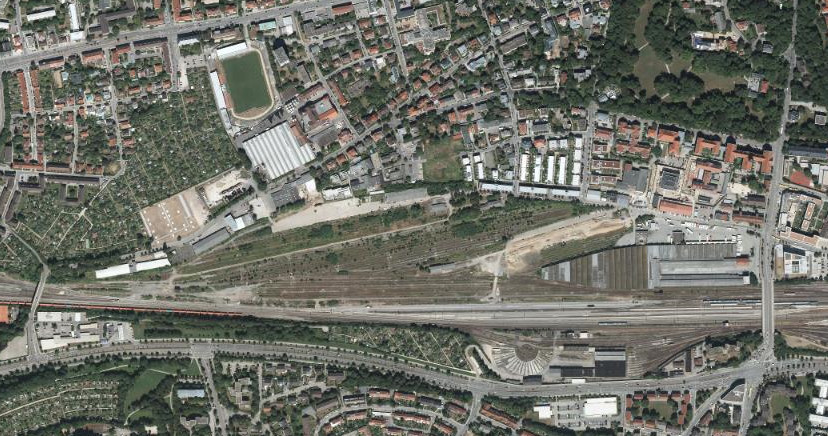
Areal des alten Güterbahnhofs (Bildmitte) mit Jahn-Stadion (oben halblinks) und Dörnbergpark (oben rechts) im Jahr 2013.

Dörnberg-Viertel (auch Das Dörnberg) ist der Vermarktungsname eines Bebauungsprojekts für das Gelände des ehemaligen Güterbahnhofs in Regensburg. Amtlich verwendeter Name des gleisnahen Areals westlich des Hauptbahnhofs ist „ehemalige Bahnflächen südlich der Ladehofstraße“. Mit einer überplanten Fläche von 23 Hektar im „Inneren Stadtwesten“ sieht es die Stadtverwaltung als eines der wichtigsten städtebaulichen Projekte der kommenden Jahre. Nach Rahmenplanung und städtebaulichem Wettbewerb wurde im Juli 2011 der Aufstellungsbeschluss für einen Bebauungsplan gefasst, ein Baubeginn ist für Anfang 2015 angekündigt.

## Geschichte
Zur Zeit der Römer, „war [das Feld] gewissermaßen der römische Hauptfriedhof, der von 179 n.Ch. an und sogar bis in nachrömische Zeit, etwas bis ins 7. Jahrhundert, durchgehend genutzt wurde“. In Ausgrabungen im Sommer 2015 wird dokumentiert, dass es das größte bekannte römische Gräberfeld Deutschlands ist.

## Umgestaltung vom Bahnhof zum Wohnquartier

### Planungen im Vorfeld und Entwicklung
Ab 1980 wurden Planungen bekannt, den Güter-, Container- und Rangierbahnhof vom innenstadtnahen Standort zwischen Dechbettener Brücke und Kumpfmühler Brücke nördlich der Bahnstrecke Nürnberg–Regensburg an den östlichen Stadtrand zu verlegen. Nach der Räumung der Gleisflächen übernahm die seinerzeit bahneigene Immobiliengesellschaft Aurelis das Areal, ab Ende 2006 fanden Vorgespräche mit der Stadt Regensburg über die künftige Nutzung der Flächen statt. Besondere städtebauliche Herausforderungen bestanden durch die Nähe des Gebiets zur Regensburger Altstadt, die Lage in der Pufferzone des UNESCO-Weltkulturerbes, mittlerweile auf dem Bahnschotter entstandene Biotopflächen mit Vorkommen u. a. der geschützten Blauflügeligen Ödlandschrecke sowie durch – später als „verhältnismäßig gering“ ermittelte – Boden-Altlasten, durch ein römisches Gräberfeld im östlichen Bereich und durch die Lärmimmissionen der angrenzenden Bahnstrecke.

#### Rahmenplanung
Im Juli 2007 wurde die Rahmenplanung eingeleitet und im August 2008 ein Rahmenvertrag zwischen Aurelis und der Stadt Regensburg geschlossen. Die Planungen erstreckten sich dabei nicht nur über das eigentliche Bahnareal, sondern umfassten mit 120 Hektar einen weiteren Umgriff einschließlich des freiwerdenden Jahn-Stadions. Das im Februar 2010 dem Stadtrat vorgelegte Ergebnis sieht eine Dreigliederung der Baufläche in eine Gewerbe-, eine Einzelhandels- und eine den größten Flächenteil einnehmende Wohngebäudezone vor, die durch Grünflächen getrennt werden sollten („grüne Finger“). Ebenfalls eine Grünfläche mit einer Breite von 40 bis 50 Metern wurde entlang der Gleise vorgesehen. Für die Verkehrserschließung wurde die neu zu erbauende Klenze-Brücke vorgesehen. Der am 1. März 2011 durch Aurelis ausgelobte städtebauliche Wettbewerb basierte auf diesem Rahmenplan, zusätzlich wurden zu errichtende Geschossflächen von 88.000 Quadratmetern für Wohnen, 27.300 Quadratmetern für Gewerbe und 2000 bis 2700 Quadratmetern für Büros und Läden vorgegeben. Den Ersten Preis vergab das paritätisch durch Stadt und Immobilienunternehmen besetzte Preisgericht an das Architekturbüro Ammann Albers aus Zürich, das die Wohngebäude in drei Baugruppen gliederte und die Grünstreifen nicht lotrecht zu den Bahngleisen anordnete, sondern schräg dazu.

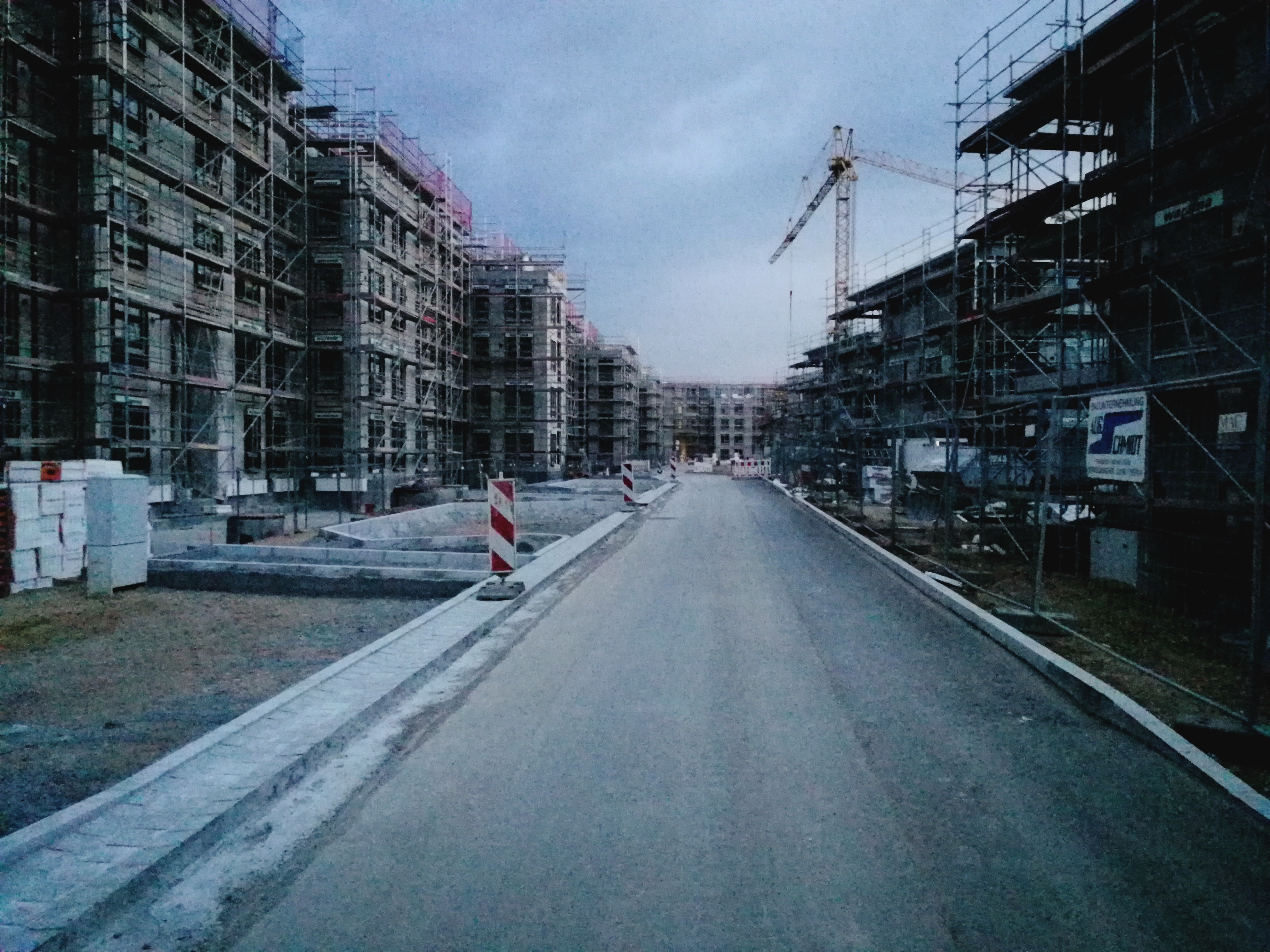
Dörnberg Gelände – Baustand Mai 2018

#### Verkauf an Investoren
Im Juli 2012 verkaufte Aurelis das Gelände für einen ungenannten Kaufpreis an die Dörnberg-Viertel Projekt GmbH & Co. KG, an der die Immobiliengesellschaften Bucher Properties und Hubert Haupt, beide mit Sitz in Grünwald, je zur Hälfte beteiligt sind. Die neuen Eigentümer erklärten, einen Baubeginn im Jahr 2015 zu beabsichtigen und auf den Ergebnissen der bisherigen Planungsstufen aufzubauen. Nachfolgend stellten sie aber die Vereinbarung zwischen Aurelis und der Stadt Regensburg infrage, wonach der Bauentwickler mehr als die Hälfte der Errichtungskosten für die neue Klenze-Brücke zu tragen hat. Das Gebiet wird unter der Bezeichnung Dörnberg Viertel oder Das Dörnberg als Assoziation zum einige Blocks entfernt liegenden Dörnbergpark vermarktet.